# Orde van Burgerlijke Verdienste (Spanje)
De Orde van Burgerlijke Verdienste (Spaans: Orden del Mérito Civil) van Spanje werd op 25 juni 1926 door Koning Alfonso XIII ingesteld als een onderscheiding voor burgerlijke verdienste, voor de in de arbeid verdienstelijke Spanjaarden en buitenlanders en voor welvaartbrengende initiatieven. In 1931 besloot de republikeinse regering deze orde in een gewijzigde vorm aan te houden. De fascistische regering van Generaal Franco deed op 7 november 1942 hetzelfde.
Samen met de Orde van Isabella de Katholieke staat de Orde van Burgerlijke Verdienste ter beschikking van het Spaanse ministerie van Buitenlandse Zaken. Spanje heeft voor het decoreren van bevriende staatshoofden de Orde van Karel III beschikbaar.
De Koning van Spanje is de Grootmeester van de orde. De orde heeft een eigen administratie in de vorm van een Kanselier en een Kapittel.
- Grootkruis met de Keten
- Grootkruis
- Regulier Commandeur de "Encomienda de Número"[2]
- Boventallig Commandeur of Commandeur
- Officier
- Ridder

Aan de orde is het Zilveren Kruis van Verdienste verbonden dat aan hetzelfde blauwe lint met een smalle witte middenstreep wordt gedragen. Het grootlint van de Ridders met de Keten is blauw met een smalle witte bies.
Het kleinood van deze orde is een gekroond andreaskruis waarop een gouden medaillon is gelegd met een allegorische afbeelding van een dame, de deugd voorstellend, en op de blauwe ring in gouden letters de tekst "Mérito Civil". Het kruis is op een groen geëmailleerde lauwerkrans gelegd en rust in zijn geheel op een achtpuntige gouden ster met 22 gouden stralen.
De orde wordt geregeld aan Nederlanders verleend. Onder de Grootkruisen zijn oud-vice-premier Hans Wiegel en vice-admiraal Eric Roest. De oud-president van het Gerechtshof in Den Haag, Mr. Heikens is Ridder in deze orde. Hij pleitte als advocaat voor een Spaanse dame in wat het laatste Nederlandse rechtsgeding over een "verbroken huwelijksbelofte" zal zijn geweest. De Spaanse regering sprak door het verlenen van een onderscheiding haar dankbaarheid uit.

## Decorati
- Mohammed VI van Marokko, (Ridder Keten)